# Kriminalforsorgen i Frihed
Kriminalforsorgen i Frihed (KIF) er et kontrol- og støtteorgan for løsladte lovovertrædere. 
KIF er en afdeling under kriminalforsorgen, som år 2009 omfatter 18 afdelinger.

## Formål
Formålet med KIFs afdelinger er tilsyn med lovovertrædere, udarbejde personundersøgelser , af lovovertrædere, til brug for retten samt deltage i kriminalpræventivt arbejde af mere generel karakter.

### Tilsyn
Tilsyn kan enten fastsættes af domstolene i forbindelse med betingede domme eller administrativt i forbindelse med prøveløsladelser og betingede benådninger. Normal tidsperiode er ét til to år, men kan for psykisk syge lovovertrædere fastsættes til en tid på maximalt fem år.

### Særvilkår
Særvilkår altid rette sig mod specifikke forhold hos tilsynsklienterne, der har sammenhæng med den lovovertrædelse, som de har begået. Disse vilkår kan være specielt rettet mod alkoholikere, narkomaner eller psykiske syg, der kan bliver stillet over for et krav om at gå i behandling for et alkohol- eller narkotikamisbrug eller et vilkår om ambulant psykiatrisk behandling.

### Samfundstjeneste
Samfundstjeneste kan være et alternativ til en fængselsstraf. Cirka 4.000 lovovertrædere idømmes hvert år en betinget dom med vilkår om samfundstjeneste, og nogle bliver løsladt tidligere fra en fængselsstraf, mod at de i stedet udfører samfundstjeneste. 
Samfundstjeneste betyder at den dømte kan blive boende hjemme, passe sit sædvanlige arbejde og få lejlighed til at betale lidt tilbage til samfundet på en positiv måde. Samfundstjeneste fastholder på den måde de dømte i fællesskabet i stedet for at udelukke dem fra det. 

### Personundersøgelse
Ved anmodning beder anklagemyndigheden kriminalforsorgens afdelinger om at udarbejde personundersøgelser vedrørende den sigtede.
Undersøgelsen kan blandt andet være en beskrivelse af den sigtedes familiemæssige baggrund, uddannelses- og beskæftigelsesmæssige forhold, økonomiske forhold, eventuelle misbrugsproblemer, fysiske og psykiske helbredstilstand samt fritidsbeskæftigelse og omgangskreds.

### Arresthusarbejde
Medarbejderne i KIF har det overordnede ansvar for forsorgsarbejdet i landets arresthuse.

### Alternativ afsoning
Dømte der har et særligt behandlingsbehov kan afsone deres dom på et hospital eller en egnet institution. Er den dømte under 18 år gælder den særlige regel, at de som hovedregel skal anbringes i behandlingsinstitution eller lignende.

### Kriminalpræventivt arbejde
Medarbejderne i KIF deltager også i det lokale kriminalitetsforebyggende arbejde.
Dette sker dels gennem det lokale SSP og SSP+-samarbejde og dels ved foredrag og undervisning i skoler, foreninger med videre.

### Behandling
Siden begyndelsen af 1990erne er der gradvist indført en række behandlingstilbud i Kriminalforsorgens institutioner.

### Elektronisk fodlænke
I 2005 blev der indført en ny afsoningsform i Danmark. I daglig tale kaldes den elektronisk fodlænke. Ordningen betyder, at visse dømte kan afsone deres straf i hjemmet under intensiv overvågning og kontrol.

## Ekstern henvisning og kilde
- Kriminalforsorgens hjemmeside